# Lee Bradbury
Pour les articles homonymes, voir Bradbury.
Lee Michael Bradbury, couramment appelé Lee Bradbury, est un footballeur puis entraîneur anglais, né le 3 juillet 1975 à Cowes, Angleterre. Évoluant au poste d'avant-centre (et s'étant un temps reconverti comme latéral droit), il est principalement connu pour ses saisons à Portsmouth, Manchester City, Crystal Palace, Oxford United, Southend United et Bournemouth, club qu'il a aussi entraîné.

## Biographie

### Carrière de joueur
Natif de Cowes, sur l'île de Wight, il est formé à Halstead Town puis à Cowes Sports (en) à partir du 1er août 1994, avant de passer professionnel en traversant le Spithead pour s'engager pour Portsmouth le 14 août 1995. Il y reste deux saisons, avec tout d'abord un prêt de six mois à Exeter City. Ses performances lors de la saison 1996-1997 de la Division One attirent l'attention de plusieurs grands clubs et il signe le 30 juillet 1997 pour le Manchester City de Frank Clark, pour un transfert d'un montant alors record pour le club de 3 000 000 £.
Malheureusement, son rendement chez les Citizens n'est pas à la hauteur des attentes placées en lui et il ne reste qu'une saison et demi, à l'issue de laquelle le club est relégué en Division Two pour la première fois de son histoire, Bradbury n'ayant marqué que six buts en championnat. Trois mois après le début de la saison suivante, le 29 octobre 1998, il est transféré à Crystal Palace pour 1 500 000 £. 
Avec les Glaziers, Bradbury connaît de nouveau une saison en demi-teinte, et après avoir été prêté à Birmingham City pendant deux mois, il retourne dans son club formateur, Portsmouth, transféré pour 300 000 £ le 13 octobre 1999.
Ce retour au bercail lui permet, comme escompté, de relancer sa carrière. Il joue plus de 100 matches avec Portsmouth (dont 99 en championnat pour 28 buts inscrits). Toutefois, sur la fin de la saison 2002-2003, alors que Portsmouth est à la lutte pour le titre de First Division (que le club remportera effectivement), Bradbury perd sa place de titulaire. Il connaît alors plusieurs périodes de prêt à Sheffield Wednesday et à Derby County, avant de signer gratuitement à Walsall le 25 mars 2004.
Il y passe quelques mois avant de s'engager gratuitement pour Oxford United le 24 juin 2004, où il reste deux saisons, retrouvant du temps de jeu (63 matches de championnat). Le 31 janvier 2006, il s'engage pour Southend United, tout d'abord pour quatre mois mais qui sera par la suite prolongé.
Il y reste un an et demi en tout, continuant à accumuler du temps de jeu (47 matches de championnat), avant d'être prêté à Bournemouth le 24 août 2007. Après simplement un match joué avec les Cherries, ceux-ci sont convaincus et l'engagent définitivement le 31 août 2007. Il y reste quatre saisons, rendant de multiples services au club, notamment en étant repositionné en tant que latéral droit lors d'une accumulation de blessures au sein du vestiaire. Convaincant dans ce nouveau rôle, il y restera jusqu'à la signature de Stephen Purches (en), arrière droit de formation. Il reprendra alors sa place d'avant-centre dans l'effectif du club. Il joue un total de 126 matches de championnat pour Bournemouth avant de prendre sa retraite de joueur le 16 janvier 2011.

### Carrière d'entraîneur
Le 15 janvier 2011, Bradbury est nommé comme entraîneur de Bournemouth, pour assurer l'intérim après le départ d'Eddie Howe pour Burnley. Le jour suivant, il annonce sa retraite de joueur. Le 28 janvier 2011, son contrat d'intérim est transformé en contrat définitif d'une durée de deux ans et demi. En janvier 2012, son contrat est prolongé et court désormais jusqu'à l'été 2015. 
Durant la saison 2010-2011, Bradbury arrive à emmener les Cherries jusqu'aux play-offs de promotion après une sixième place en League One, mais ils sont éliminés en demi-finale par Huddersfield Town. Mais, la saison 2011-2012 est beaucoup plus difficile et le 25 mars 2012, il est démis de ses fonctions au club et retrouve rapidement un poste comme entraîneur de l'équipe des moins de 14 ans de Portsmouth.
Le 9 octobre 2012, il est nommé entraîneur du club de Conference South, Havant & Waterlooville, dirigeant son premier match (une victoire 2-1 contre Basingstoke Town (en)) le 13 octobre 2012.

#### Statistiques
Au 10 novembre 2014.
| Équipe                 | Depuis          | Jusqu'au     | Matches | Victoires | Nuls | Défaites | % Victoires |
| ---------------------- | --------------- | ------------ | ------- | --------- | ---- | -------- | ----------- |
| Bournemouth            | 15 janvier 2011 | 25 mars 2012 | 69      | 24        | 20   | 25       | 34.78       |
| Havant & Waterlooville | 9 octobre 2012  | En poste     | 102     | 47        | 27   | 28       | 46.08       |